# Baissea zygodioides
Baissea zygodioides là một loài thực vật có hoa trong họ La bố ma. Loài này được (K.Schum.) Stapf mô tả khoa học đầu tiên năm 1902.